# سیارک ۲۴۲۴
سیارک ۲۴۲۴ (به انگلیسی: 2424 Tautenburg، نامگذاری:1973UT5) دو هزار و چهارصد و بیست و چهارمین سیارک کشف شده‌است که در ۲۷ اکتبر ۱۹۷۳ کشف شد.
قدر مطلق سیارک برابر ۱۲٫۹۰ است.